# Amiiformes
Gli Amiiformi (Amiiformes) sono un gruppo di pesci ossei appartenenti agli alecomorfi. Apparvero nel corso del Triassico medio (circa 244 milioni di anni fa) e sono tuttora rappresentati dalla specie Amia calva.

## Descrizione
Questi pesci sono generalmente di grosse dimensioni, e alcune specie estinte raggiunsero i due metri di lunghezza. La maggior parte degli Amiiformi possedeva un corpo altamente idrodinamico, slanciato ma robusto, e una dentatura forte e dotata di denti aguzzi adatti a una dieta ittivora. Gli Amiiformi sono caratterizzati da un sottile strato di osso che ricopre uno scheletro per la maggior parte cartilagineo, un anello sclerotico composto da due metà, un preopercolo a forma di mezzaluna, lungo e stretto, una grande piastra golare mediana, e da dieci a tredici raggi branchiostegali. Le vertebre sono anficele (cioè sono concave sia sul lato cefalico, sia su quello caudale) e le parapofisi non sono fuse ai centri addominali (caratteristica primitiva). La base della pinna dorsale è solitamente lunga, mentre la pinna caudale è corta e varia da una forma eterocerca a omocerca. Le scaglie sono arrotondate e non ganoidi, mentre la vescica natatoria può funzionare come un polmone.

## Classificazione
Gli Amiiformi sono un ordine di pesci alecomorfi che raggiunsero un'ampia distribuzione e si diversificarono soprattutto durante il Mesozoico. Le forme più antiche sono ascrivibili al gruppo dei caturoidi e apparvero con certezza nel Giurassico inferiore (Sinemuriano), anche se alcune specie attribuite con qualche dubbio a questo gruppo sono note a partire dal Triassico medio (Gymnoichthys). L'ordine degli Amiiformi si divide in due superfamiglie, i Caturoidea (Caturidae e Liodesmidae) e gli Amioidea (Amiidae e Sinamiidae). Tra le forme di incerta collocazione sistematica si ricorda Callopterus. I Caturoidi si svilupparono nel corso del Giurassico ed erano diffusi principalmente verso la fine del periodo, con forme come Liodesmus, Amblysemius e numerose specie di Caturus. Gli Amioidei, apparsi nel Giurassico superiore (con Solnhofenamia e Amiopsis), si diffusero soprattutto nel Cretaceo (ad esempio Calamopleurus), ma ancora all'inizio del Cenozoico erano presenti diversi generi (oltre ad Amia, anche Pseudamiatus e Cyclurus). Verso l'Oligocene/Miocene gli Amiiformi scomparvero dalla documentazione fossile, e l'unica specie attuale è Amia calva, dei sistemi fluviali del Nordamerica orientale.

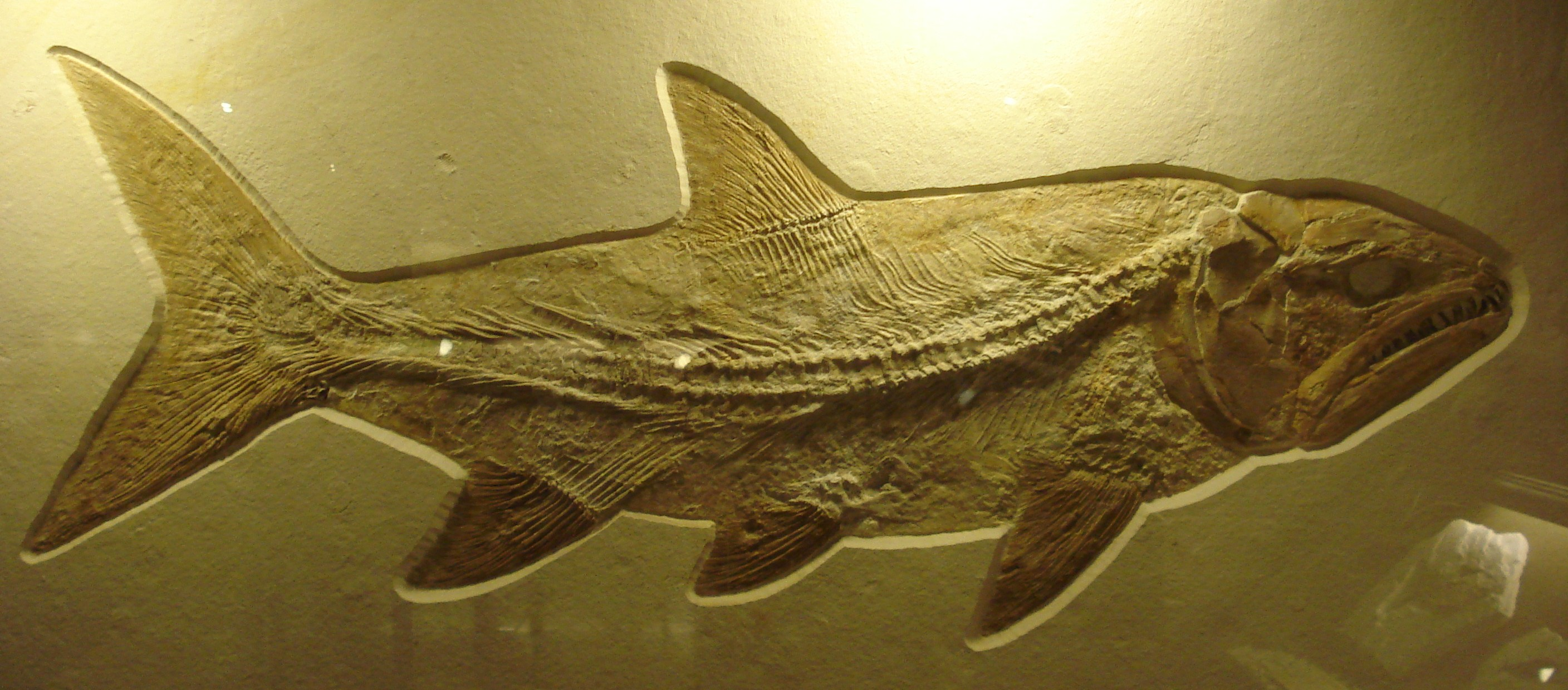
Fossile di Strobilodus giganteus

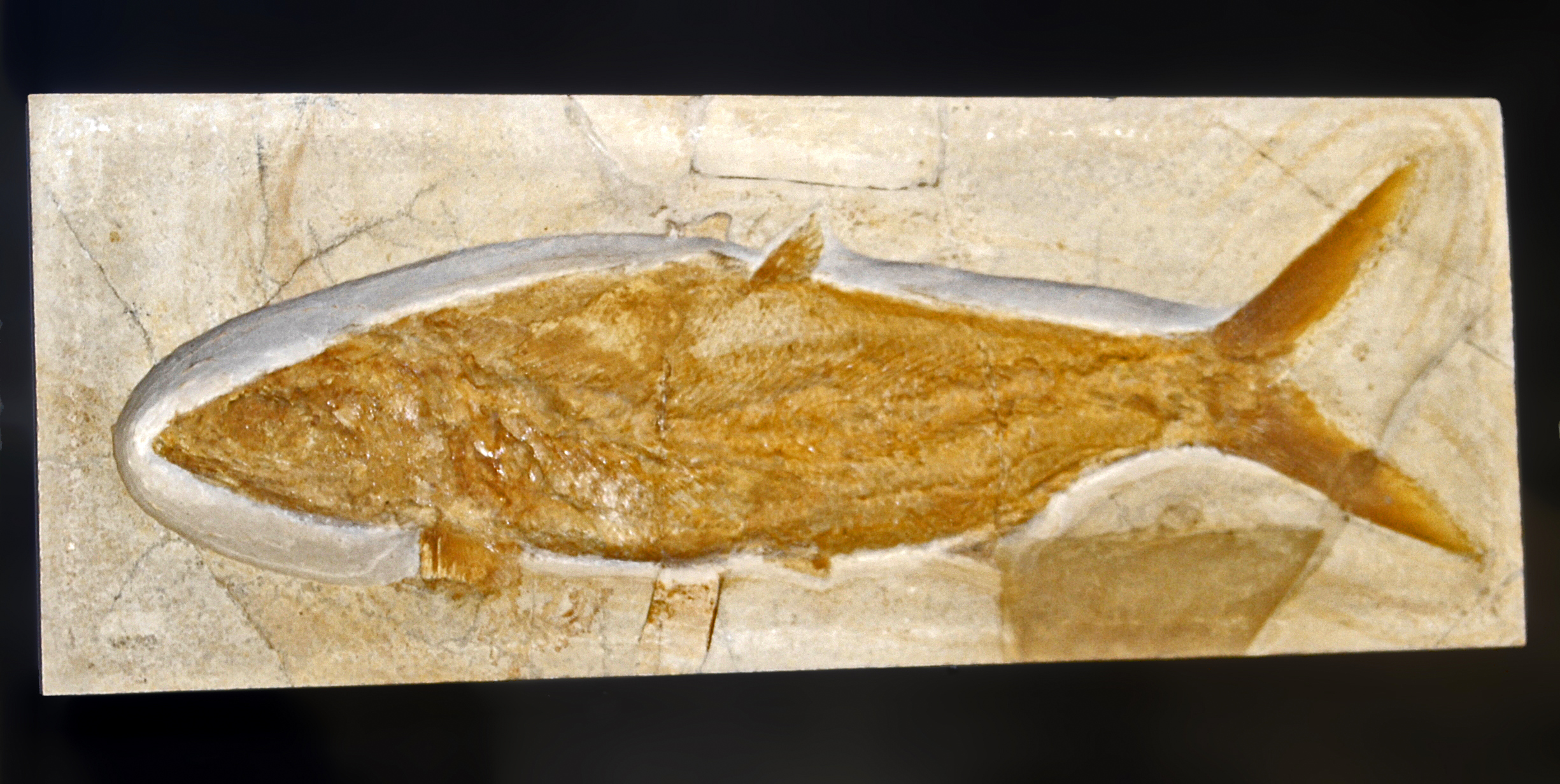
Fossile di Caturus furcatus

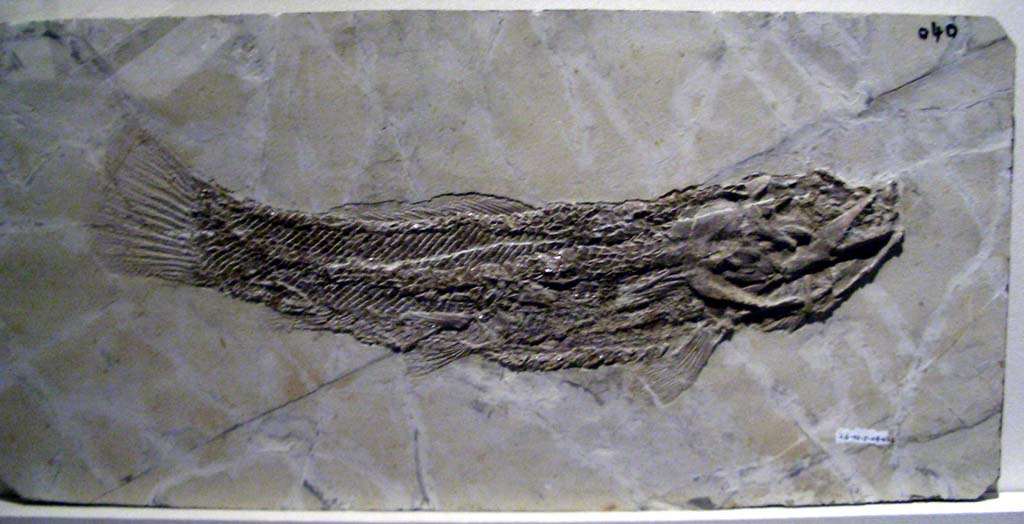
Fossile di Sinamia zdanskyi

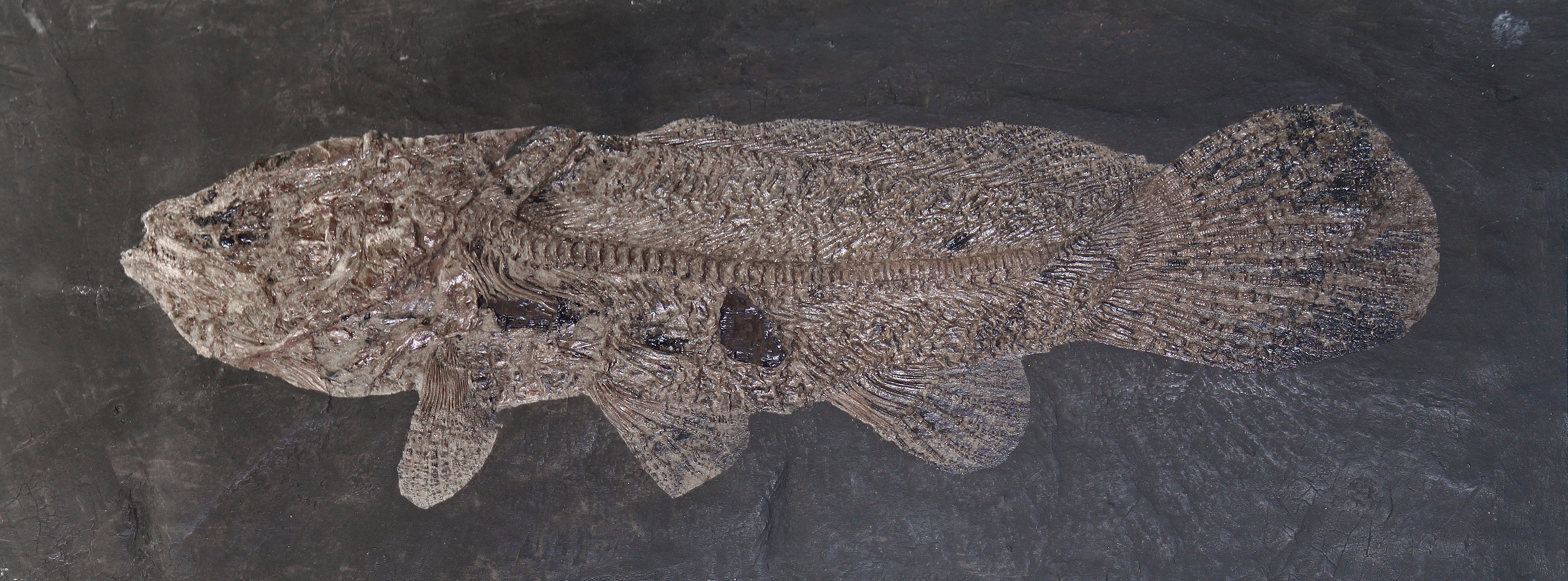
Fossile di Cyclurus kehreri

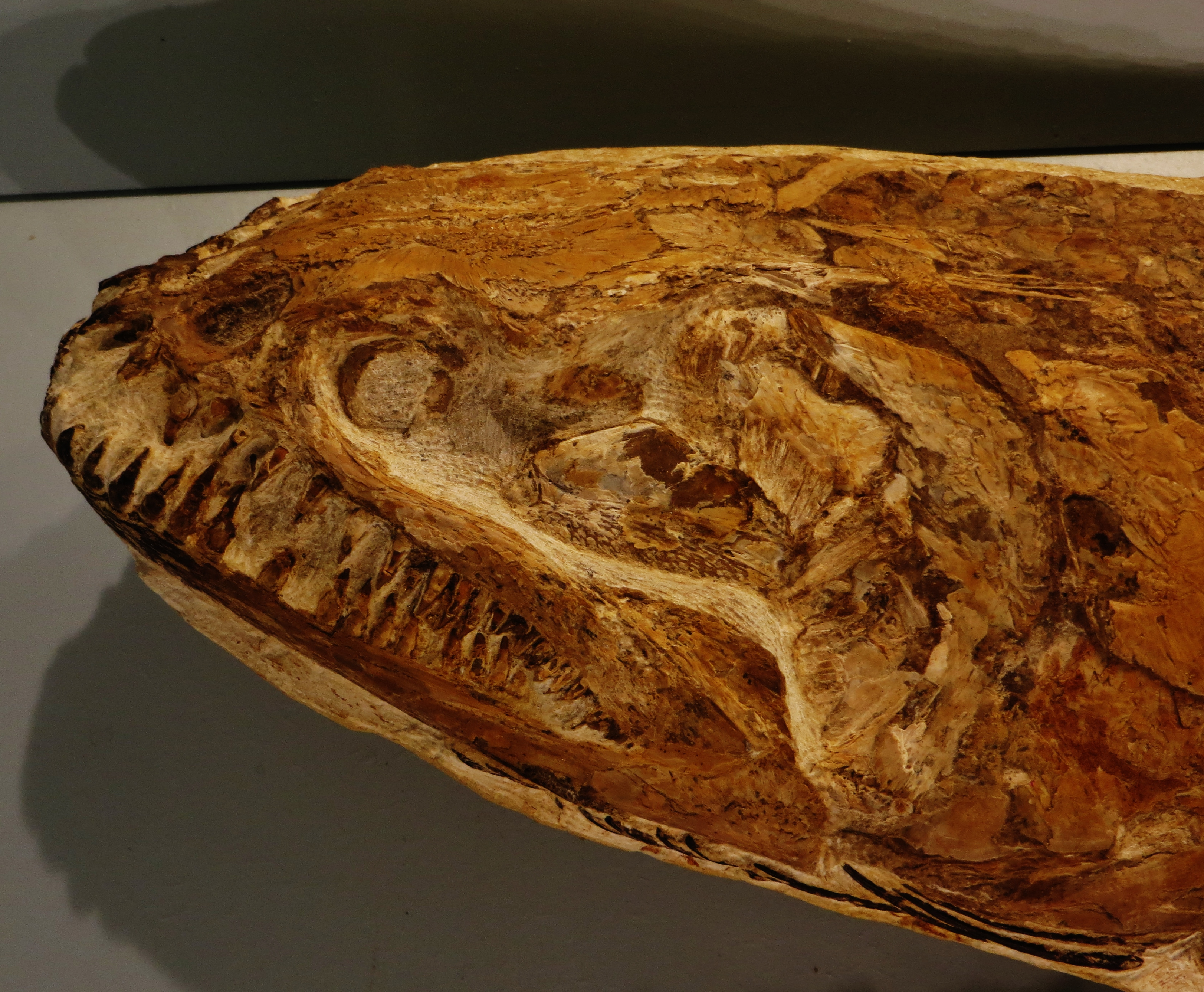
Cranio di Calamopleurus cyilindricus

### Tassonomia
- Ordine Amiiformes Hay, 1929
  - Genere †Guizhouamia Liu, Yin & Wang, 2002
  - Genere †Otomitla Felix, 1891
  - Genere †Paraliodesmus Dunkle, 1969
  - Superfamiglia †Caturoidea Owen, 1860
    - Genere †Eurypoma Huxley, 1866
    - Genere †Gymnoichthys? Tintori et al., 2010
    - Genere †Liodesmus Wagner, 1859
    - Genere †Nasrinsotoudehichthys Ebert & Lòpez-Arbarello, 2024
    - Genere †Strobilodus Wagner, 1851
    - Famiglia †Caturidae Owen, 1860
      - Genere †Catutoichthys Gouiric-Cavalli, 2016
      - Genere †Amblysemius Agassiz, 1844
      - Genere †Caturus Agassiz, 1834

  - Superfamiglia Amioidea Bonaparte, 1838
    - Genere †Amiidarum? Lange, 1968 (otolite)
    - Genere †Ferganamia? Kaznyshkin, 1990
    - Genere †Lehmanamia? Casier, 1966
    - Genere †Tomognathus Dixon, 1850
    - Famiglia †Sinamiidae Berg, 1940
      - Genere †Ikechaoamia Liu, 1961
      - Genere †Siamamia Cavin et al., 2007
      - Genere †Sinamia Stensiö, 1935

    - Famiglia Amiidae Bonaparte, 1837
      - Sottofamiglia Amiinae Bonaparte, 1837 (sensu Grande & Bemis, 1998)
        - Genere Amia Linnaeus, 1766
        - Genere †Cyclurus Agassiz, 1839
        - Genere †Pseudamiatus Whitley, 1954

      - Sottofamiglia †Amiopsinae Grande & Bemis, 1998
        - Genere †Amiopsis Kner, 1863

      - Sottofamiglia †Solnhofenamiinae Grande & Bemis, 1998
        - Genere †Solnhofenamia Grande & Bemis, 1998

      - Sottofamiglia †Vidalamiinae Grande & Bemis, 1998
        - Tribù †Calamopleurini Grande & Bemis, 1998
          - Genere †Calamopleurus Agassiz, 1841
          - Genere †Maliamia Patterson & Longbottom, 1989

        - Tribù †Vidalamiini Grande & Bemis, 1998
          - Genere †Cratoamia Brito, Yabumoto, Grande, 2008
          - Genere †Melvius Bryant, 1987
          - Genere †Nipponamia Yabumoto, 1994
          - Genere †Pachyamia Chalifa & Tchernov 1982
          - Genere †Vidalamia White & Moy-Thomas, 1941

## Biologia
Gli amiiformi erano predatori di dimensioni medio/grandi, tipicamente ittiofagi. Solitamente vivevano in ecosistemi marini, di ambiente costiero, ma sono stati ritrovati numerosi fossili di amiiformi di ambiente dulciacquicolo o salmastro (in particolare le forme più evolute, ovvero gli amiidi) (Grande e Bemis, 1998). L'attuale amia vive nei sistemi fluviali nordamericani.